# Tomáš Přidal
Tomáš Přidal, né le 2 février 2004, est un coureur cycliste tchèque. Il évolue au sein de l'équipe Elkov-Kasper.

## Biographie
Tomáš Přidal est originaire de Šternberk, en Tchéquie. Il est formé au sein de la Mapei Merida Kaňkovský, une structure basée à Olomouc. Chez les juniors, il est sélectionné à plusieurs reprises en équipe nationale. Il intègre ensuite l'équipe continentale Elkov-Kasper en 2023. 
Lors de la saison 2024, il crée la surprise en devenant champion de Tchéquie sur route, à seulement vingt ans,. Il termine également quatrième de l'Istrian Spring Trophy, septième et meilleur jeune du Tour de Grèce, ou encore onzième de la Course de la Paix espoirs, grâce à ses qualités de grimpeur.

## Palmarès et résultats

### Palmarès par année
- 2024
  -  Champion de Tchéquie sur route
- 2025
  - 3e du Tour of Malopolska
  - 3e du championnat de République tchèque sur route

### Classements mondiaux
| Année                                 | 2023  | 2024 |
| ------------------------------------- | ----- | ---- |
| Classement mondial                    | 1961e | 502e |
| UCI Europe Tour                       | 1223e | nc   |
|                                       |       |      |
| Légende : nc = non classéSource : UCI |       |      |